# ロバート・プルチック
ロバート・プルチック（英語: Robert Plutchik、1927年10月21日 - 2006年4月29日）は、アメリカ合衆国の心理学者である。アルベルト・アインシュタイン医学校の名誉教授・サウスフロリダ大学の非常勤教授。コロンビア大学で博士号を取得した。

## プルチックの感情の輪

プルチックの感情の輪

プルチックは1980年に感情の分類について、「プルチックの感情の輪」を提唱した。これは、円錐を逆さまにしたような色彩立体の感情モデルである。プルチックの感情の輪は、8つの基本感情と16の強弱派生、24の混同感情から成り立つ。

### 基本感情と対極感情・強弱派生
プルチックの感情の輪における基本感情は、喜び（Joy）・期待（Anticipation）・怒り（Anger）・嫌悪（Disgust）・悲しみ（Sadness）・驚き（Surprise）・恐れ（Fear）・信頼（Trust)の計8つの感情を基本感情としている。
基本感情にはそれぞれポジティブ感情・ネガティブ感情・中立感情に分かれており、喜び・信頼はポジティブ感情、怒り・嫌悪・悲しみ・恐れはネガティブ感情、期待・驚きは中立感情である。
８つの基本感情にはそれぞれ対極感情があり、プルチックの感情の輪における反対側の感情である。それぞれ、喜びと悲しみ、信頼と嫌悪、恐れと怒り、驚きと期待が反対感情である。
反対感情はその感情と同時に抱きにくいことを表している。例えば、嫌悪の感情を抱いているときには信頼の感情は同時に抱きにくい。
また、8つの基本感情にはそれぞれ強弱派生（強い感情と弱い感情）があり、プルチックの感情の輪では色のグラデーションで表している。

混同感情の関係

| 基本感情 | 強い感情 | 弱い感情 | 対極感情 |
| -------- | -------- | -------- | -------- |
| 喜び     | 恍惚     | 平穏     | 悲しみ   |
| 期待     | 警戒     | 関心     | 驚き     |
| 怒り     | 激怒     | 苛立ち   | 恐れ     |
| 嫌悪     | 憎悪     | 退屈     | 信頼     |
| 悲しみ   | 悲嘆     | 哀愁     | 喜び     |
| 驚き     | 驚嘆     | 放心     | 期待     |
| 恐れ     | 恐怖     | 不安     | 怒り     |
| 信頼     | 敬愛     | 容認     | 嫌悪     |

### 混同感情
2つの基本感情が混ざり合う（ダイアド）とき、人間特有の高度な感情である混同感情が発生するとしている。隣り合う2つの感情による混同感情のことを特に隣接混同感情という。また、混同感情は隣接混同感情（隣り合った感情）のほかに、一つおき・二つおきの感情でも発生する。
混同感情の一覧は「プルチックの感情の輪#混同感情」を参照。